# Венді О. Вільямс
Венді Орлеан Вільямс (англ. Wendy Orlean Williams; 28 травня 1949 — 6 квітня 1998) — американська співачка, найвідоміша як солістка панк-рок гурту «Plasmatics». Прославилася своєю театральністю на сцені: виступала напівоголеною, використовувала вибухівку, гатила з рушниці та розпилювала гітари. Під час своїх виступів в кадрі часто з‘являлася з ірокезом на голові.1985 року, коли Вільямс була на вершині своєї сольної кар‘єри, її номінували на премію «Ґреммі» за найліпший жіночий вокальний рок-виступ.
Утікши з дому в 16 років, Венді автостопом поїхала до Колорадо. Тоді вона заробляла собі на хліб в‘язанням мікробікіні гачком. Подорожувала Флоридою та Європою, де працювала рятувальницею, стриптизеркою, кухаркою-макробіотикинею та кельнеркою в ресторані «Dunkin' Donuts». Приїхавши 1976 року до Нью-Йорка, Венді почала виступати в живих секс-шов, а 1979 року знялася в порнострічці «Солоденька подорож у Голівуд» («Candy goes to Hollywood»). Тогоріч менеджер «Plasmatics» Род Свенсон узяв її до гурту й між ними зав'язався роман. Гурт, даючи концерти в клубах штибу CBGB, швидко прославився на місцевій андеґраундній сцені.
Записавши з «Plasmatics» три альбоми, Вільямс розпочала сольну кар'єру та 1984 року випустила свій перший альбом «WOW». Згодом вона випустила ще «Kommander of Kaos» (1986) і «Deffest! and Baddest!»(1988) та завершила свою музичну кар‘єру. Потім Вільямс дебютувала на загальновіковому телебаченні, записавши для фільму «Перевиховання школярок» (1986) Тома ДеСимона вступну пісню. Вона також з'явилася в комедії «Надуй губи й гарчи, мов пес» 1989 року та в телесеріалах «Нові пригоди Бінза Бакстера» й «Макґайвер» . 6 квітня 1998 року Венді О. Вільямс застрелилася в лісі коло свого дому в місті Сторрс, Коннектикут. Роками раніше вона вже двічі намагалася вчинити самогубство. Подейкують, Вільямс боролася з глибокою депресією.

## Життя та кар'єра

### 1949—1976: Юність
Венді О. Вільямс народилася 28 травня 1949 року у Вебстері, штат Нью-Йорк, у родині Роберта Ф. Вільямса — хіміка в «Eastman Kodak» і Одрі Ставбер Вільямс (1921—2008). Вона вчилася гри на кларнеті в початковій школі Істменської Школи Музики ім. Рочестера. Згодом стала кларнетисткою в шкільному оркестрі. У шість років Венді танцювала чечітку на шов «Вітаннячка» від команди «Арахісова гальорка».
Уперше Венді зіткнулася із законом у 15 років, коли її заарештували за те, що вона засмагала голяка. Принаймні до половини 10-го класу, Вільямс ходила до середньої школи ім. Р. Л. Томаса у Вебстері, але кинула її, так ніколи й не кінчивши. Однокласники та вчителі згадували її як «сором'язливу гарненьку дівчину, звичайнісіньку школярку, яка грала в шкільному оркестрі, турбувалася про свою зачіску та вбрання і яка говорила настільки тихо, що аби їі почути, треба було до неї нахилитись».
У шістнадцять, Вільямс залишила свій край і поїхала автостопом до Колорадо, де заробляла на хліб, продаючи в'язані гачком бікіні. Затим попрямувала до Флориди, де працювала рятувальницею, опісля — до Європи. У Лондоні вона влаштувалася кухаркою-макробіотикинею та танцівницею в мандрівну танцювальну трупу. Приблизно водночас її кілька разів заарештовували за крадіжки в крамницях та розрахунок фальшивими грошима.
1976 року Вільямс приїхала до Нью-Йорка, де одного разу побачила в журналі «Show Business», що розгорнутим валявся на підлозі зупинки Port Authority Bus Terminal, рекламу. Це було оголошення про кастинг до експериментальної вистави «Театр капітана Розпуста» («Capitan Kink's Theatre») радикального художника, випускника Єльського університету Рода Свенсона. Вона відгукнулася і взялася виступати в живих секс-шов. Згодом Венді знялася в порнофільмі Ґейл Палмер «Солоденька подорож у Голівуд» (1979). У титрах її вказано як Венді Вільямс. У цьому фільмі вона брала участь у пародії на «Шов Ґонґа», стріляючи кульками для пінґ-понґу зі своєї піхви через увесь знімальний майданчик.

### 1977—1983: Гурт «Plasmatics»
1977 року Свенсон уже був менеджером Вільямс і залучив її до свого новоспеченого панк-рок гурту «Plasmatics». Колектив дебютував у липні 1978 року в мангеттенському клубі CBGB ."Plasmatics" поїхали у всесвітнє турне; хоча в Лондоні виступ їхні рекламники скасували — із міркувань безпеки. Завдяки цій події преса охрестила музикантів «анархістами». Під час зйомок виступу на SCTV 1981 року очільники студії відцуралися транслювати виступ Вільямс, вимагаючи від неї змінити костюм, що оголював її соски. Вона відмовилася. Візажисти натомість змогли знайти компроміс: вони зафарбували груди Венді чорним.
У січні 1981 року поліція Мілвокі, Вісконсін, заарештувала Вільямс за звинуваченнями в імітації секеляння на сцені, побитті полісмена та обсценній поведінці. Усі звинувачення з неї зняли. Пізніше того ж року в Клівленді, Огайо, з Вільямс зняли звинувачення в непристойности, висунуте їй за те, що вона, з одежі маючи на собі сам лише крем для гоління, імітувала на сцені секс. Тоді під час виступу вона заліпила собі соски ізострічкою, аби уникнути арешту. У листопаді суддя штату Іллінойс присудив їй рік нагляду та штраф розміром 35$ за напад на фотографа, який намагався сфотографувати її під час пробіжки вздовж озера Чикаго.

### 1984—1986: сольна кар'єра, альбоми«WOW»і«Kommander of Kaos»
1982 року Вільямс дуетом із Леммі з «Motörhead» записала кантрі-хіт «Stand by Your Man». У 1984 році вона випустила альбом «WOW» спродюсований Джином Сіммонсом з гурту «Kiss». Члени «Kiss» Пол Стенлі, Ейс Фрілі та Ерік Карр також записалися для альбому. Джин Сіммонс запросив Майкла Рея, який раніше пробувався в студійних соло «Creatures of the Night», грати на першій гітарі. Сам Джин грав на бас-гітарі, але в списку авторів він записаний як Реджинальд Ван Гельсінґ. У 1985 році Вільямс зіграла головну роль у «Шов жахів Рокі» у сент-люїському театрі Вестпорт. Хоча цю виставу ставили понад пів року, врешті-решт національне турне зірвалося.
1986 року Венді зіграла головну роль в інді-фільмі Тома ДеСимона «Перевиховання школярок». Ані їй, ані її менеджеру Роду Свенсону готовий фільм не сподобався, але продюсери кінострічки почули «Kommander of Kaos» і захотіли використати три треки з альбому. Вони попрохали Рода спродюсувати для фільму головну пісню та запропонувати Венді її заспівати. Гурт неохоче погодився. Дядько Браян із Брок приєднався до Рода як співпродюсер та заграв на саксофоні для запису. Він також з'явився у відеокліпі, спродюсованому та зрежисованому Родом, у балетній пачці, граючи на саксофоні.

### 1987—1990: Возз'єднання з «Plasmatics» і«Deffest! and Baddest!»
1987 року Вільямс знявся в ролі тимчасової подружки/ворогині головного героя фільму Фокс «Нові пригоди Бінза Бакстера». Наприкінці 1988 року відгриміло останнє турне «Plasmatics». У 1990 році Вільямс знялася в фільмі «Надуй губи й гарчи, мов пес» режисера Пола С. Парко.
1988 року Венді випустила ще один сольний альбом, цього разу в жанрі «треш-реп» під назвою «Deffest! and Baddest!» під псевдо «Ultrafly and the Hometown Girls».
Востаннє Венді виступила з піснею від «Plasmatics» сталося з почину Джої Рамоне. Вона разом із Річі Стоттсом востаннє виконала «Masterplan», коли гурт Річі виступав на розігріві в «Ramones» у новорічну ніч 1988 року.

### 1991—1998: Завершення кар'єри та останні роки життя
У 1991 році Вільямс оселилася зі своїм давнім партнером та колишнім менеджером Родом Свенсоном в Сторрсі, Коннектикут. Там вона спочатку працювала ветеринаркою-реабілітологинею, а потім влаштувалася в харчовий кооператив у місті Віллімантік. Цей крок вона пояснювала тим, що їй «набридло мати справу з людьми».

## Особисте життя
Шкільні вчителі та інші джерела описували Венді Вільямс як сором'язливу та тиху дитину, звичайну ученицею, яка дуже добре вміла грати на кларнеті та виступала у шкільному оркестрі. Та сама ж Венді неодноразово підкреслювала, що в ті часи вона почувала себе вигнанкою і що їй бракувало розуміння від її суворих батьків, яких вона нарекла «коктейльними зомбі». Свенсон в інтерв'ю згадав розповідь Венді про те, як її через підліткове бунтарство хотіли запроторити до психлікарні. Їй приписують «експерименти з наркотиками та бурхливим сексом» у підлітковому віці (хоча, за словами Рода, подорослішавши, у 1979 році та на початку 1980-х, Венді пробувала себе в тітоталізмі).
Коли Венді, після втечі від родини і кількарічного виїзду з США, увійшла в раннє доросле життя, вона деякий час цікавилася східним містицизмом, релігією та ґуру й бавилася з речовинами штибу ЛСД та мескаліну. Надалі вона влаштовувалася на різні роботи та випробовувала нові способи життя, аби знайти своє місце під сонцем. Та, врешті-решт, в 1976 році знайшла в журналі про шов-бізнес «Sex Fantasy Theater» оголошення від Рода Свенсона — він тоді формував гурт «Plasmatics». Венді та Род відтоді зустрічалися аж до її самогубства Вільямс в 1998 році. Венді Вільямс категорично виступала проти сексизму на рок-сцені. Протягом усієї своєї музичної кар'єри її пісні рясніли антиконсюмеристським та протидержавним посилом. Свенсон стверджує, що він із Венді домовилися, що вони «хочуть робити не речі, які продаються, а нові і цікаві».
Будучи затятою вегетаріянкою з 1966 року і до своєї смерті, Вільямс намагалася вести здоровий спосіб життя та прагнула самовдосконалення. Якось вона з'явилась на обкладинці «Vegetarian Times». У свої останні роки Венді кинула палити (за чим дуже пеклася та не дозволяла нікому палити у своїх гримерках), пити і взагалі відмовилася вживати будь-які наркотики. Також Вільямс почала засуджувати використання великої кількости цукру в дешевій напівфабрикатній їжі. Свенсон згадує: «[Венді] була неперевершеною професіоналкою та постійно самовдосконалювалась, працючи над шов. Вона щодня годинами фізично вправлялася, пробігала по шість миль на день. Була відданою вегетаріянкою, їла лише здорову їжу. Коли ми вирушали в дорогу, завжди дбала про те, щоб члени гурту були ситі. Жодного переробленого м'яса, жодного білого хліба». Венді прославилася тим, що відмовлялася носити косметику від компаній, які використовували свої продукти на тваринах; була категорично проти марного браконьєрства. Залишивши музику, Свенсон і Вільямс переїхали до Сторрса, Коннектикут, у 1991 році, щоб жити в саморучно зведеному будинку всередині геодезичного куполу. Венді працювала в харчовому кооперативі та стала ветеринаркою-реабілітологинею, аби допомагати тваринам, яких любила з самого дитинства. Відомо, що маленькою, Венді підбирала поранених диких звірів та допомагала їм.
Вільямс одного разу обізвала себе «маргінальною німфоманкою та ексгібіціоністкою». Деякі джерела стверджують, нібито вона впродовж багатьох років аж до своєї смерти боролася з глибокою депресією. Про це свідчать дві невдалі спроби самогубства. Незважаючи на те, що дехто, вже по її смерті, величав її стрейтеджеркою і що її спосіб життя вказує на наявність у неї такої риси (оскільки вона ніколи не вживала наркотиків та в певний момент свого життя кинула пити і курити), немає жодних відомих доказів того, що сама Венді вважала себе такою. Коли Вільямс рекламувала «Kommander of Kaos» під час телеінтерв'ю з Джоан Ріверс, ведуча висловилася, що улюбленим фільмом Венді є «Техаська різанина бензопилою». Це могло бути як правдивим фактом, так і лише посиланням на її сценічні трюки, які регулярно включали акти руйнування та розпилювання гітар. У кількох інтерв'ю Вільямс розповідала про свою пристрасть до тату. Про свою коротку появу в порнофільмі «Солоденька подорож у Голівуд» Венді казала: «Це було як на роботі в „Dunkin' Donuts“, тільки на мені не було робочого капелюха».
Вперше Вільямс спробувала накласти на себе руки в 1993 році, встромивши собі в груди ніж. Однак вона передумала, подзвонила Роду Свенсону та попросила відвезти її до лікарні. У 1997 році вона знову спробувала покінчити життя самогубством, передозувавшись ефедрином.
Вільямс застрелилася 6 квітня 1998 року, у віці 48 років. Свенсон, її партнер протягом понад двадцяти років, повернувся до їхнього дому в Коннектикуті та знайшов пакунок від Венді. У коробці була його улюблена локшина, пачка насіння зелені, трохи арабського бальзаму для масажу та запечатані листи.
Серед тих листів були передсмертна записка, любовне послання до Рода та різноманітні іструкції. Ця знахідка змусила Свенсона вирушити в ліс на її пошуки. Десь за годину до сутінок, він знайшов на землі труп Венді та пістолет. Швидше за все, за кілька хвилин до самогубства вона годувала диких вивірок. Перед тим, як застрелитися, Венді також нап'яла на голову лантух, аби позбавити свого партнера жахливого видовища. «Вчинок Венді не був чимось нелогічним та раптовим», — казав він. Вільямс думала про самогубство протягом чотирьох років. Відомо, що Свенсон називав її тогочасний стан «зневірою». Ось що вона, як відомо, написала про своє рішення у передсмертній записці:
Я вірю, що людина не має накладати на себе руки, не подумавши над цим питанням ґрунтовно і довго. Також я переконана, що право вчинити самогубство є одним із фундаментальних прав, яке має бути в кожного члена вільного суспільства. Багато в чому в цьому світі я вже не бачу сенсу; моє відношення до власного життя чітке й зрозуміле як моєму внутрішньому вухові, так і місцю, де немає ніякої "мене", а лише спокій.
Джої Рамоне та багато інших діячів висловилися про смерть Вільямс. 1999 року у своєму концертному альбомі «Everything Louder Than Everyone Else» перед піснею «No Class» вокаліст гурту «Motörhead» Леммі Кілмістер сказав, що хоче присвятити цю пісню їй.
Поминки провели 18 травня в CBGB. Кілька колишніх учасників «Plasmatics» (Чозей Фунахара, Річі Стоттс, Вес Біч, Стю Дойч, Жан Бовуар і Т. С. Толлівер) зіграли шість пісень, у чотирьох з них самотужки виконавши вокальну частину.

## Дискографія
У складі гурту «Plasmatics»:
- New Hope for the Wretched (1980)
- Beyond the Valley of 1984 (1981)
- Metal Priestess (1981)
- Coup d'etat (1982)
- Maggots: The Record (1987)
- Coup de Grace (2002)

Сольні альбоми:
- WOW (1984)
- Fuck 'N Roll [live EP] (1985)
- Kommander of Kaos (1986)
- Maggots: The Record (1987)
- Deffest! and Baddest! (1988)

## Фільмографія
- «Солоденька подорож до Голівуду» (1979)
- SCTV — Ескіз музиканта Fishin' (Джон Кенді) (1981)
- Пекельний табір розбійників (1985)
- «Перевиховання школярок» (1986)
- «Нові пригоди Бінза Бакстера» (1987)
- «Надуй губи й гарчи, мов пес» (1990)
- «Макгайвер» (1990)
- Wendy O. Williams and the Plasmatics: 10 Years of Revolutionary Rock and Roll (DVD). MVD Visual. 2006.

## Цікавинки
- У 1981 році журнал «People» включив Вільямс до свого списку найстильніших людей.[24]
- Венді О. Вільямс рекламувалася в 72-му липневому номері журналу «Kerrang!» за 1984 рік, а також була першою жінкою, яка з'явилася на його обкладинці.[36]
- Знялася для передовиці 83-го липневого випуску «Vegetarian Times» за 1984 рік.[37].
- 1986 року Венді з'явилася оголеною в глянці «Playboy», стрибаючи з парашутом[28]. Опис засвідчив її як «обтягнену шкірою королеву геві-металу».[38][39]
- У 1985 році вона брала участь записі в серії оголошень каналу «U68» про безпечний секс і венеричні захворювання, де відпустила дещо крилатий вислів: «Якщо він не досить чистий, аби взяти його до рота, то не тягни його додому й не спи з ним.»[40].
- Різні джерела називали Венді О. Вільямс «Королевою шок-року», «Верховною жрицею металу», «Королевою геві-металу», «Івелою Нівелеттою», «Домінанткою децибелів» тощо[20][23][24][41].